# Lijst van Centrolenidae
Onderstaand een lijst van alle soorten kikkers uit de familie glaskikkers of Centrolenidae. De lijst is gebaseerd op Amphibian Species of the World.
- Soort Celsiella revocata
- Soort Celsiella vozmedianoi
- Soort Centrolene altitudinale
- Soort Centrolene antioquiense
- Soort Centrolene bacatum
- Soort Centrolene ballux
- Soort Centrolene buckleyi
- Soort Centrolene charapita
- Soort Centrolene condor
- Soort Centrolene daidaleum
- Soort Centrolene geckoideum
- Soort Centrolene gemmatum
- Soort Centrolene heloderma
- Soort Centrolene hesperium
- Soort Centrolene huilense
- Soort Centrolene hybrida
- Soort Centrolene lemniscatum
- Soort Centrolene lynchi
- Soort Centrolene muelleri
- Soort Centrolene notostictum
- Soort Centrolene paezorum
- Soort Centrolene peristictum
- Soort Centrolene pipilatum
- Soort Centrolene sabini
- Soort Centrolene sanchezi
- Soort Centrolene savagei
- Soort Centrolene scirtetes
- Soort Centrolene solitaria
- Soort Centrolene venezuelense
- Soort Chimerella corleone
- Soort Chimerella mariaelenae
- Soort Cochranella erminea
- Soort Cochranella euknemos
- Soort Cochranella granulosa
- Soort Cochranella guayasamini
- Soort Cochranella litoralis
- Soort Cochranella mache
- Soort Cochranella nola
- Soort Cochranella phryxa
- Soort Cochranella resplendens
- Soort Espadarana andina
- Soort Espadarana audax
- Soort Espadarana callistomma
- Soort Espadarana durrellorum
- Soort Espadarana prosoblepon
- Soort Hyalinobatrachium anachoretus
- Soort Hyalinobatrachium aureoguttatum
- Soort Hyalinobatrachium bergeri
- Soort Hyalinobatrachium cappellei
- Soort Hyalinobatrachium carlesvilai
- Soort Hyalinobatrachium chirripoi
- Soort Hyalinobatrachium colymbiphyllum
- Soort Hyalinobatrachium dianae
- Soort Hyalinobatrachium duranti
- Soort Hyalinobatrachium esmeralda
- Soort Hyalinobatrachium fleischmanni
- Soort Hyalinobatrachium fragile
- Soort Hyalinobatrachium guairarepanense
- Soort Hyalinobatrachium iaspidiense
- Soort Hyalinobatrachium ibama
- Soort Hyalinobatrachium kawense
- Soort Hyalinobatrachium mesai
- Soort Hyalinobatrachium mondolfii
- Soort Hyalinobatrachium munozorum
- Soort Hyalinobatrachium orientale
- Soort Hyalinobatrachium orocostale
- Soort Hyalinobatrachium pallidum
- Soort Hyalinobatrachium pellucidum
- Soort Hyalinobatrachium ruedai
- Soort Hyalinobatrachium talamancae
- Soort Hyalinobatrachium tatayoi
- Soort Hyalinobatrachium taylori
- Soort Hyalinobatrachium tricolor
- Soort Hyalinobatrachium valerioi
- Soort Hyalinobatrachium vireovittatum
- Soort Ikakogi tayrona
- Soort Nymphargus anomalus
- Soort Nymphargus armatus
- Soort Nymphargus bejaranoi
- Soort Nymphargus buenaventura
- Soort Nymphargus cariticommatus
- Soort Nymphargus chami
- Soort Nymphargus chancas
- Soort Nymphargus cochranae
- Soort Nymphargus cristinae
- Soort Nymphargus garciae
- Soort Nymphargus grandisonae
- Soort Nymphargus griffithsi
- Soort Nymphargus ignotus
- Soort Nymphargus lasgralarias
- Soort Nymphargus laurae
- Soort Nymphargus luminosus
- Soort Nymphargus luteopunctatus
- Soort Nymphargus mariae
- Soort Nymphargus megacheirus
- Soort Nymphargus mixomaculatus
- Soort Nymphargus nephelophila
- Soort Nymphargus ocellatus
- Soort Nymphargus oreonympha
- Soort Nymphargus phenax
- Soort Nymphargus pluvialis
- Soort Nymphargus posadae
- Soort Nymphargus prasinus
- Soort Nymphargus rosada
- Soort Nymphargus ruizi
- Soort Nymphargus siren
- Soort Nymphargus spilotus
- Soort Nymphargus sucre
- Soort Nymphargus truebae
- Soort Nymphargus vicenteruedai
- Soort Nymphargus wileyi
- Soort Rulyrana adiazeta
- Soort Rulyrana flavopunctata
- Soort Rulyrana mcdiarmidi
- Soort Rulyrana saxiscandens
- Soort Rulyrana spiculata
- Soort Rulyrana susatamai
- Soort Sachatamia albomaculata
- Soort Sachatamia ilex
- Soort Sachatamia orejuela
- Soort Sachatamia punctulata
- Soort Teratohyla adenocheira
- Soort Teratohyla amelie
- Soort Teratohyla midas
- Soort Teratohyla pulverata
- Soort Teratohyla spinosa
- Soort Vitreorana antisthenesi
- Soort Vitreorana baliomma
- Soort Vitreorana castroviejoi
- Soort Vitreorana eurygnatha
- Soort Vitreorana franciscana
- Soort Vitreorana gorzulae
- Soort Vitreorana helenae
- Soort Vitreorana parvula
- Soort Vitreorana ritae
- Soort Vitreorana uranoscopa